# Ciprus a 2011-es úszó-világbajnokságon
Ciprus a 2011-es úszó-világbajnokságon három úszóval vett részt.

## Úszás
Férfi
| Versenyző                 | Esemény                       | Selejtező | Selejtező | Elődöntő | Elődöntő | Döntő             | Döntő             |
| Versenyző                 | Esemény                       | Idő       | Helyezés  | Idő      | Helyezés | Idő               | Helyezés          |
| ------------------------- | ----------------------------- | --------- | --------- | -------- | -------- | ----------------- | ----------------- |
| Iacovos Hadjiconstantinou | Férfi 400 méteres gyorsúszás  | 4:13.53   | 43        |          |          | Nem jutott tovább | Nem jutott tovább |
| Iacovos Hadjiconstantinou | Férfi 800 méteres gyorsúszás  | 8:38.93   | 49        |          |          | Nem jutott tovább | Nem jutott tovább |
| Iacovos Hadjiconstantinou | Férfi 1500 méteres gyorsúszás | 17:02.94  | 26        |          |          | Nem jutott tovább | Nem jutott tovább |

Női
| Versenyző              | Esemény                    | Selejtező | Selejtező | Elődöntő          | Elődöntő          | Döntő             | Döntő             |
| Versenyző              | Esemény                    | Idő       | Helyezés  | Idő               | Helyezés          | Idő               | Helyezés          |
| ---------------------- | -------------------------- | --------- | --------- | ----------------- | ----------------- | ----------------- | ----------------- |
| Anna Stylianou         | Női 200 méteres gyorsúszás | 2:01.62   | 33        | Nem jutott tovább | Nem jutott tovább | Nem jutott tovább | Nem jutott tovább |
| Anna Stylianou         | Női 400 méteres gyorsúszás | 4:15.46   | 21        |                   |                   | Nem jutott tovább | Nem jutott tovább |
| Anastasia Christoforou | Női 50 méteres mellúszás   | 32.69     | 22        | Nem jutott tovább | Nem jutott tovább | Nem jutott tovább | Nem jutott tovább |
| Anastasia Christoforou | Női 100 méteres mellúszás  | 1:13.15   | 34        | Nem jutott tovább | Nem jutott tovább | Nem jutott tovább | Nem jutott tovább |